# Saint-Blaise (Alta Saboia)
Saint-Blaise é uma comuna francesa na região administrativa de Auvérnia-Ródano-Alpes, no departamento da Alta Saboia. Estende-se por uma área de 2.55 km². Em 2010 a comuna tinha 363 habitantes (densidade: 142,4 hab./km²).